# Island Lake, Illinois
Island Lake är en ort (village) i Lake County, och  McHenry County, i delstaten Illinois, USA. Enligt United States Census Bureau har orten en folkmängd på 8 097 invånare (2011) och en landarea på 8,8 km².